# انجمن منتخب منتقدان
انجمن منتخب منتقدان (به انگلیسی: Critics Choice Association) پیش‌تر با نام انجمن منتقدان پخش فیلم (به انگلیسی: Broadcast Film Critics Association) (به اختصار BFCA)، انجمنی از منتقدان تلویزیون، رادیو و فیلم است. اعضای این انجمن شامل منتقدانی است که آثار سینما و تلویزیون را نقد می‌کنند. این مؤسسه در سال ۱۹۹۵ تأسیس شد و بزرگ‌ترین تشکیلات منتقدان سینما در ایالات متحده و کانادا است.